# Puerta de Jerez (Tarifa)

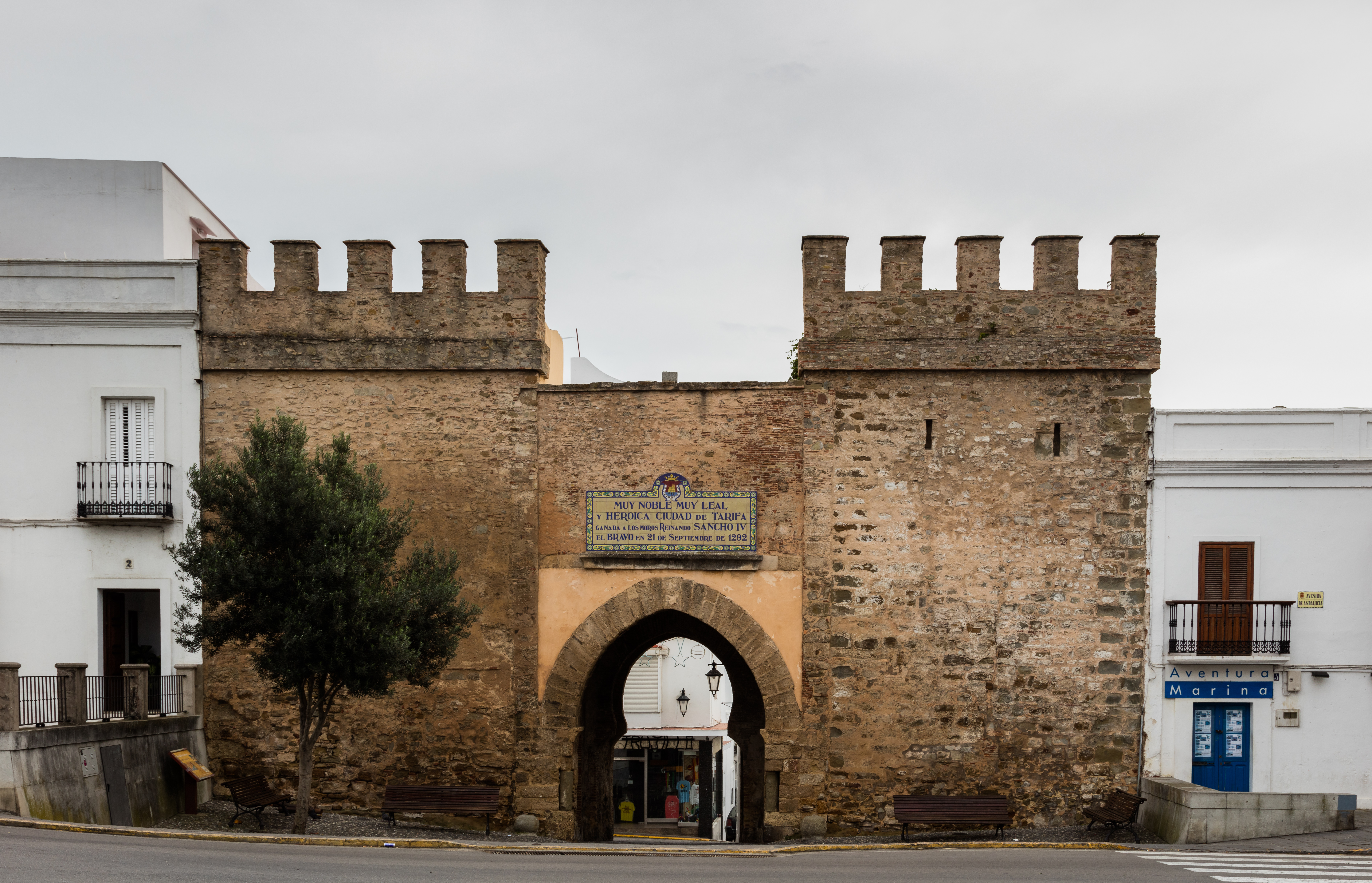
La Puerta de Jerez de Tarifa.

La Puerta de Jerez es un monumento de Tarifa, provincia de Cádiz.

## Historia
Tras la reconquista cristiana se ampliaron las murallas de Tarifa y se abrió este acceso.
En el año 2000 fue restaurada, habilitándose un espacio para la colocación del cuadro del Cristo de Los Vientos obra del artista de la localidad Guillermo Pérez Villalta.